# アラキドン酸CoAリガーゼ
アラキドン酸CoAリガーゼ(Arachidonate-CoA ligase、EC 6.2.1.15)は、以下の化学反応を触媒する酵素である。
ATP + アラキドン酸 + CoA{\displaystyle \rightleftharpoons }AMP + 二リン酸 + アラキドン酸CoA
従って、この酵素の3つの基質はATPとアラキドン酸とCoA、3つの生成物はAMPと二リン酸とアラキドン酸CoAである。
この酵素は、リガーゼ、特に酸-チオールリガーゼに分類される。系統名は、アラキドン酸:CoAリガーゼ(AMP生成)である。その他よく用いられる名前に、arachidonoyl-CoA synthetase等がある。